# Francesco Corrias
Francesco Corrias (* 18. Juli 1933 in Nizza) ist ein italienischer Diplomat im Ruhestand.

## Leben
Er ist mit Frances S. de Villers Brokaw verheiratet und hat zwei Töchter.
1958 schloss er ein Studium der Wirtschaftswissenschaft an der Universität La Sapienza ab.

## Diplomatische Karriere
1960 trat er in den auswärtigen Dienst und wurde in der Kulturabteilung des Außenministerium beschäftigt.
1962 leitete er das Konsulat in Cardiff (Wales) und war Vizekonsul am Generalkonsulat in London.
1963 wurde er zum Gesandtschaftssekretär zweiter Klasse ernannt.
1964 wurde er stellvertretender Leiter des Generalkonsulats in Paris.
Von 1965 bis 1967 war er Gesandtschaftssekretär erster Klasse in Washington, D.C.
Von 1968 bis 1969 war er Gesandtschaftsrat in Tokio.
1970 war er in der Abteilung Comecon im Außenministerium beschäftigt.
1972 war er Stellvertreter Leiter der Abteilung Naher Osten, Afrika und Asien und war stellvertretender Leiter der Kreditversicherungskommission, zuständig für die Bereitstellung von Finanzhilfen und Exportkrediten für Schwellenstaaten.
1974 leitete er die Abteilung Planung und Forschung.
1975 war er Gesandtschaftsrat in Lissabon.
Von 1979 bis 6. Juni 1983 war er Botschafter in Luanda (Angola) und war gleichzeitig in São Tomé (São Tomé und Príncipe) akkreditiert.
Von 17. Oktober 1985 bis 1993 hatte er Exequatur als Generalkonsul in New York City.
Von 1994 bis 1999 war er Botschafter in Brüssel.